# Mweka (territoire)
Le territoire de Mweka est une entité déconcentrée de la province du Kasaï en république démocratique du Congo.

## Géographie
Le territoire s'étend au centre-est de la province du Kasaï.
Mweka

## Histoire
Avant la réforme administrative de 2015, il fait partie du district du Kasaï.

## Commune
Le territoire compte deux communes rurales de moins de 80 000 électeurs.
- Mweka, (7 conseillers municipaux)
- Kakenge, (7 conseillers municipaux)

## Chefferie
Le territoire compte une chefferie :
- Chefferie Bakuba